# Dalmatinski tip obale
Dalmatinski tip obale je stručan pojam za jedan od dva tipa tzv. konkordantne obale obilježen pojavom izduženih otoka, kanala, zaljeva i poluotoka koji se pružaju usporedno s obalom i većim reljefnim oblicima.
Ovaj je geografski pojam za takav tip obale ime dobio po obali središnje Dalmacije. To je tip razvedene obale na kojoj se glavni elementi reljefa i građe otoka pružaju paralelno s onima na kopnu (planinama, krškim poljima i dr.). Otoci se pružaju usporedno s obalom, a građa i reljef zaobalja i otoka se poklapaju.
Dalmatinski tip obale nastaje kada se pri izdizanju razine postglacijalnog mora potopi krajolik usporednih gorskih bila i udolina, pa udoline postaju kanali i izduženi zaljevi, a viši dijelovi postaju otoci. Ovaj tip obale je vrlo rijedak, a jedan od glavnih primjera izvan Jadrana su otoci Mentawai uz zapadnu obalu otoka Sumatre.